# 羊千
羊子（?—?），佚名，又名羊千，秦始皇时的秦朝博士。
相传是羊舌氏的后人，习儒术。著书显名。秦末之乱，迁居泰山，有书四篇，百章。